# Lowell (Oregón)
Lowell es una ciudad ubicada en el condado de Lane en el estado estadounidense de Oregón. En el año 2000 tenía una población de 857 habitantes y una densidad poblacional de 359.7 personas por km².

## Geografía
Lowell se encuentra ubicada en las coordenadas 44°55′17″N 122°46′56″O / 44.92139, -122.78222.

## Demografía
Según la Oficina del Censo en 2000 los ingresos medios por hogar en la localidad eran de $35,536 y los ingresos medios por familia eran $41,563. Los hombres tenían unos ingresos medios de $31,484 frente a los $18,125 para las mujeres. La renta per cápita para la localidad era de $14,078. Alrededor del 8.3% de la población estaban por debajo del umbral de pobreza.